# Banksia menziesii
Espèce
Classification phylogénétique
Répartition géographique

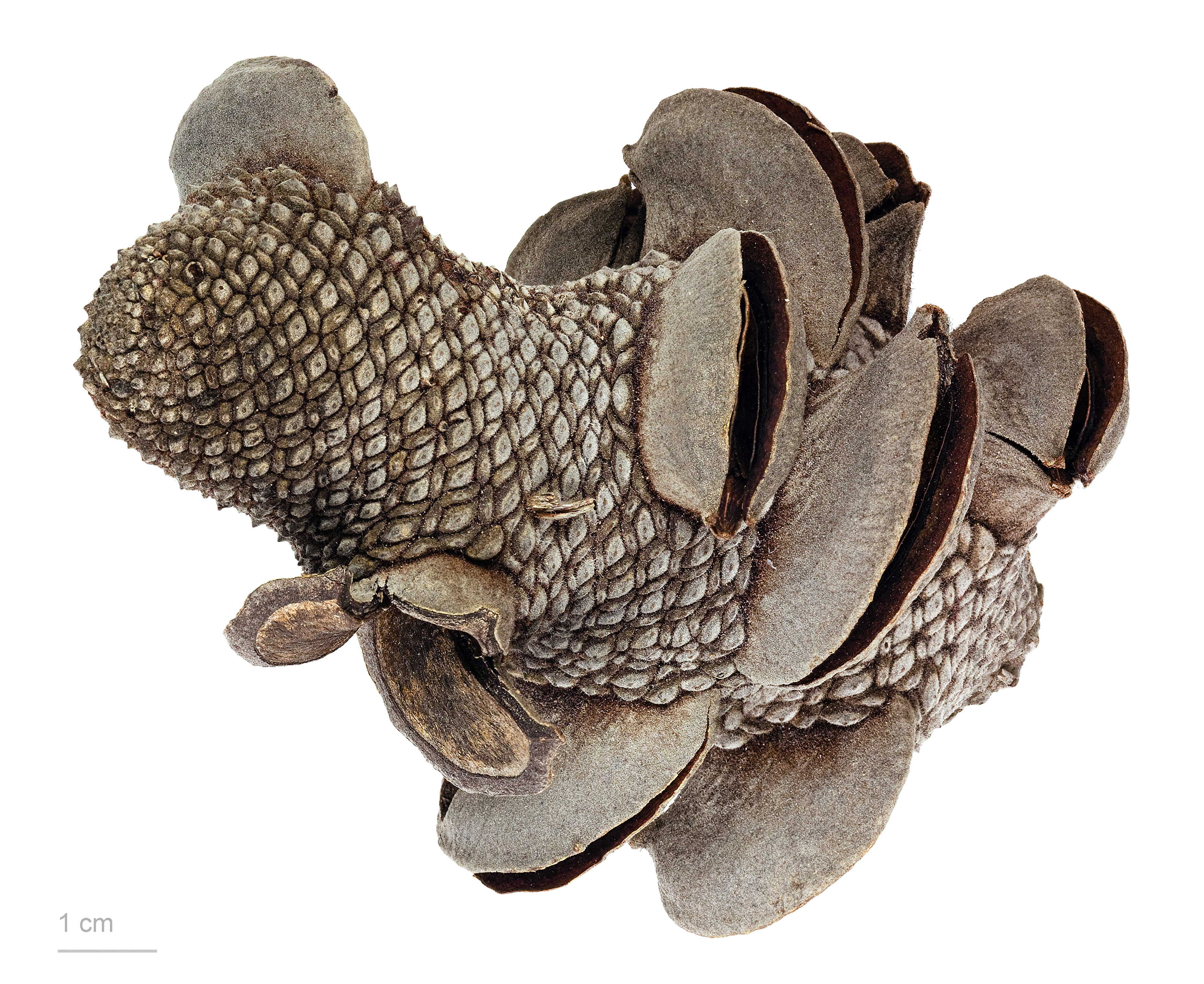
Banksia menziesii au Muséum d'histoire naturelle de Toulouse.

Banksia menziesii est une espèce de Banksia, un végétal de la famille des Proteaceae, endémique de l'ouest de l'Australie.

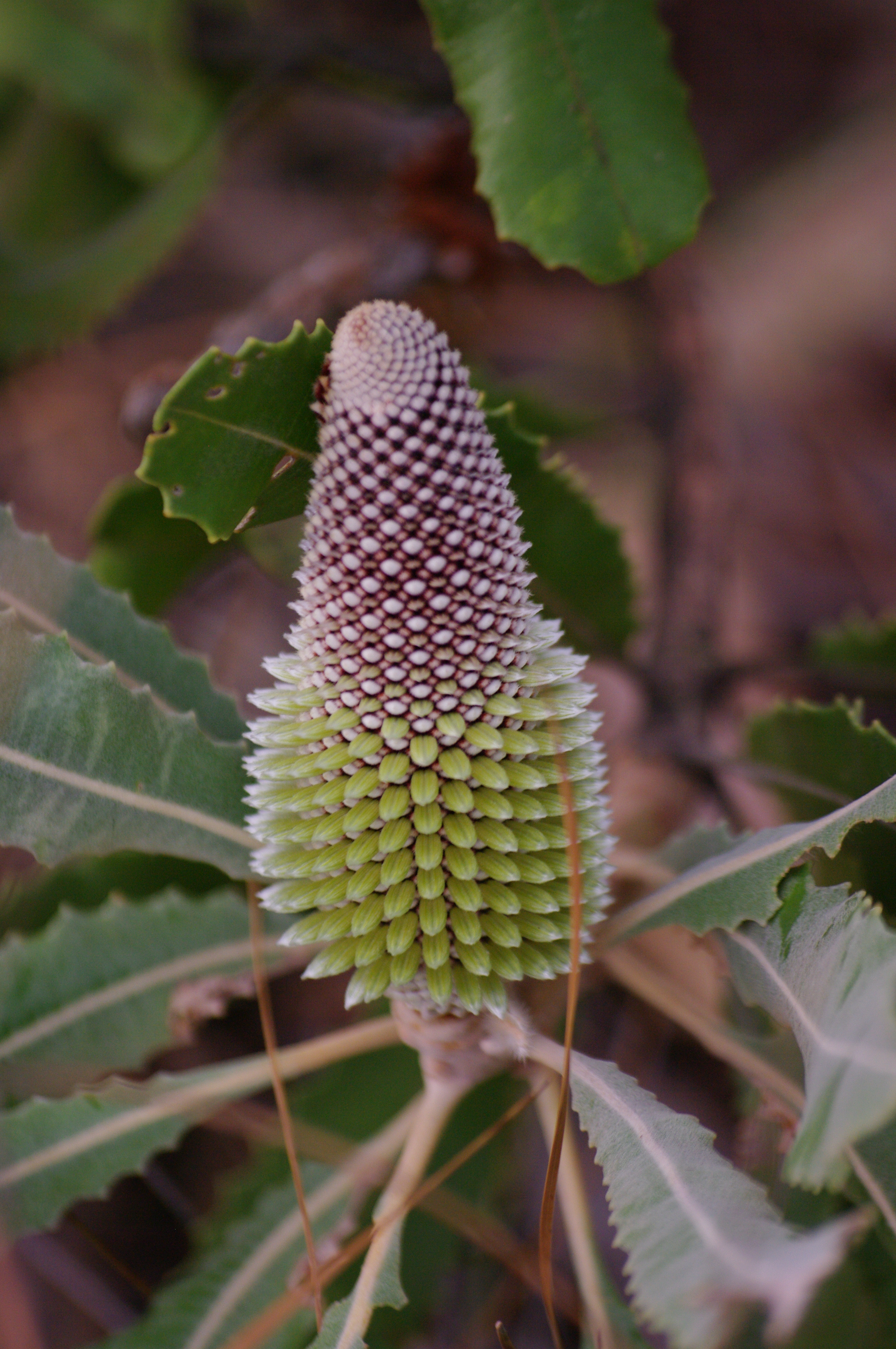
Banksia menziesii.